# Marty Supreme
Marty Supreme è un film del 2025 diretto da Josh Safdie.
È interpretato da Timothée Chalamet, che ne è anche produttore, Gwyneth Paltrow, Odessa A'zion, Kevin O'Leary, Tyler, the Creator, Abel Ferrara e Fran Drescher.

## Trama
Negli anni cinquanta, Marty Mauser è un giovane imbroglione che vede nel tennis da tavolo l'opportunità di diventare supremamente ricco e famoso.

## Produzione

### Sviluppo
Safdie e Ronald Bronstein si sono ispirati in fase di sceneggiatura alla vita del giocatore medaglia di bronzo ai mondiali di tennistavolo Marty Reisman, senza però renderlo un vero film biografico. Secondo Deadline Hollywood, ha avuto un budget pari a 70 milioni di dollari, superando Civil War (2024) come film più costoso dell'A24.
Oltre al cast principale, il film è interpretato da circa 140 attori non professionisti, tra cui il prestigiatore Penn Jillette e il funambolista Philippe Petit. Tra i protagonisti, invece, segna inoltre l'esordio cinematografico dell'imprenditore e personaggio TV Kevin O'Leary e del rapper Tyler, the Creator.

### Riprese
Le riprese sono cominciate a New York il 23 settembre 2024, terminando il 5 dicembre seguente. Nel febbraio 2025 si sono tenute alcune riprese aggiuntive in Giappone. Darius Khondji ha girato il film in 35 mm. Jack Fisk ne è stato lo scenografo.
Chalamet ha eseguito diverse acrobazie e scene di ping pong del suo personaggio senza servirsi di controfigure, allenandosi per mesi con ex-giocatori professionisti come Diego Schaaf e Wei Wang. Per far sì che gli occhi di Chalamet sembrassero più piccoli, Safdie gli ha fatto indossare occhiali da vista con delle lenti a contatto sotto.

## Promozione
Il trailer del film è stato diffuso online il 13 agosto 2025.

## Distribuzione
Il film sarà distribuito nelle sale cinematografiche statunitensi A24 a partire dal 25 dicembre 2025.